# Wochna (przystanek kolejowy)
Wochna (ros. Вохна) – przystanek kolejowy w miejscowości Pawłowskij Posad, w rejonie pawłowskoposadzkim, w obwodzie moskiewskim, w Rosji. Położony jest na nowym szlaku Kolei Transsyberyjskiej.